# Theaterfamilie Schichtl
Die Theaterfamilie Schichtl war eine deutsche Schausteller- und Puppenspielerdynastie. Ihre Wurzeln reichten auf das Jahr 1758 zurück. Die Familienmitglieder betrieben Schausteller- und Varietéunternehmungen und wurden insbesondere wegen der Entwicklung vieler Tricks und Besonderheiten bekannt.
Um 1880 teilte die Familie Deutschland in drei Spielgebiete auf, um sich nicht gegenseitig Konkurrenz zu machen. Michael August Schichtl (1851–1911) bespielte von München aus den süddeutschen Raum, Johann Schichtl (1840–1906) arbeitete von Bobenheim aus im Rheinland und der Pfalz, während Franz August Schichtl (1849–1925) von Hannover aus für den nord- und mitteldeutschen Raum zuständig war.
Der Name Schichtl ist bis heute auf dem Münchener Oktoberfest bekannt. Das von Michael August Schichtl zunächst mit seinen Brüdern Franz August und Julius gemeinsam geführte „Zaubertheater“ der Künstlerfamilie stand 1869 zum ersten Mal dort.